# 4334 Foo
4334 Foo è un asteroide della fascia principale. Scoperto nel 1983, presenta un'orbita caratterizzata da un semiasse maggiore pari a 3,1379609 UA e da un'eccentricità di 0,1959178, inclinata di 1,63600° rispetto all'eclittica.
L'asteroide è dedicato a Lillian Foo, fotogiornalista nonché consulente per la Banca Internazionale per la Ricostruzione e lo Sviluppo per cui ha seguito un progetto di sviluppo della radiofonia in Ghana, Kenya, Tanzania e Uganda.